# ファビング

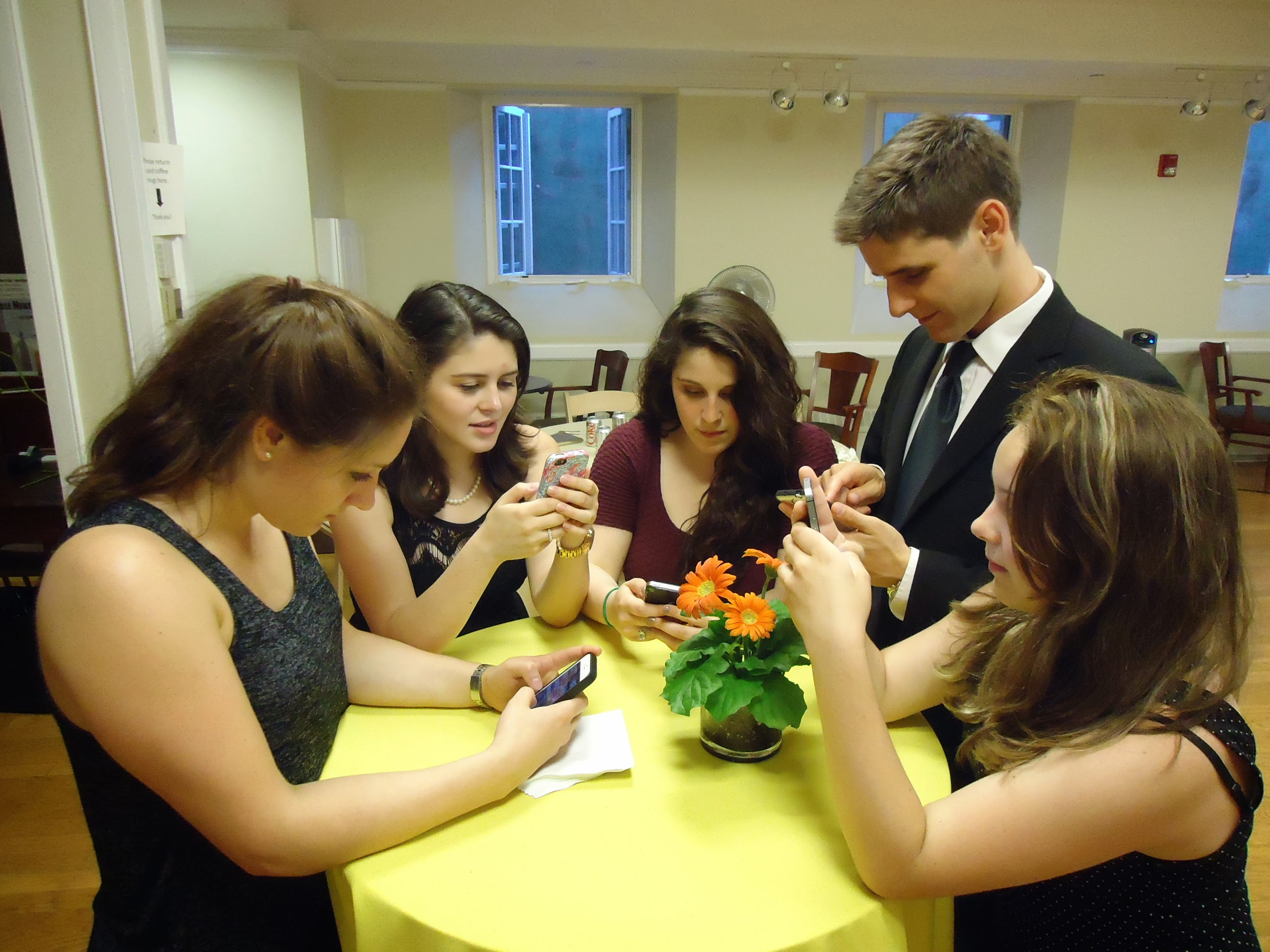
テーブルに集まって黙々とモバイル端末に見入る人たち

ファビング（英: phubbing）とは、自分のモバイル端末に気をとられて、目の前の話し相手や周囲の人を無視すること。モバイル端末をいじりながら対面コミュニケーションをとることの有害性を示す言葉であり、2010年代半ばには洋の東西を問わずそのネガティブな作用が広く認識されるようになっていた。

## 語源
「ファビング」は、「フォン」（phone、電話機）と「スナビング」（snubbing、冷たくあしらうこと）を合わせたかばん語である。この新造語は多くの辞書編集者、作家、詩人に声をかけた上で考案されたものだが、それは2012年に広告会社のマッキャンエリクソンが支援して『マッコーリー・ディクショナリ―』が実施した言語学的実験の一環であり、マッキャン・グループの Account Director でありディヴィッド・エスルの仕事仲間でもあったエイドリアン・ミルズが初めて記述した。
この言葉はマッキャンが始めた「ファビングを止めよう」キャンペーンによって、世界中のメディアに登場し広く知られるようになった。キャンペーンの Web サイトや関連する Facebook のページは、オーストラリアの英語辞書『マッコーリー・ディクショナリ―』の販促を意図した、入念な広報活動の一環だった。その Web サイトは元々、アレックス・ヘイグなるオーストラリアの大学生が作成し、彼はマッキャンにインターンで入り後に雇用されたとしていた。映画『A Word is Born』（言葉が生まれる）はこの過程全体を描写し、辞書の宣伝として役立つものとなっていた。
このキャンペーンは非常に多くのマスメディアで取り上げられ、特にイギリス、メキシコ、ドイツでは注目され、新聞や雑誌はファビングしている人数の統計を示した概略を報じ、マナーガイドを公表した

## 特徴
ファビングの特徴の一つとして、ファビングする側とされる側の非対称性が挙げられる。つまり、ファビングする側の認識としては、単に日常ルーチンの一つとしてモバイル端末をいじっているだけであり、マルチタスクが得意とすら考えている節がある。一方でファビングされる側の認識としては、相手の気が散っているのか退屈に感じているのか、いずれにせよ自分が蔑ろにされていると考えてしまう。つまり自分がファビングするのは平気だが、ファビングされるのは不愉快という状況を起こしがちである。
もう一つの特徴として、ファビング習慣がさらにファビング習慣を強化するという悪循環がある。例えばファビングが恋人同士のコミュニケーションに悪影響をもたらすことは研究で明らかにされており、そうして熱が下がったコミュニケーションをさらにファビングで埋めるという悪循環が引き起こされる。親子関係においても、親がモバイル端末を長く使うほど子のフラストレーションが高まって攻撃的な行動が増え、親がさらにモバイル端末に逃避するという悪循環を引き起こす。

## 研究
2015年10月、複数のマスメディア（例えば『トゥデイ』や『Digital Trends』）は、ベイラー大学ハーンカーマ・スクール・オブ・ビジネスでマーケティングの教授を務めるジェームズ・A・ロバーツが雑誌『Computers In Human Behavior』（人間行動におけるコンピュータ）で発表した研究を報じた。この研究は、450人以上の米国の成人を対象とした独立した2つの調査からなっており、「ファビング」あるいはパートナーのファビングが及ぼす影響を調べている。この調査によると、回答者の46.3%が「パートナーにファビングされた」、22.6%が「それが二人の関係に傷をつけた」と述べていた。『Yahoo! Health』のインタビューでロバーツは「パートナーのファビングが多いと答えた人は、そうでない人に比べると、パートナーとの諍いが多く、相手との関係に満足していないことが我々の研究で分かりました」と述べた。
2022年に発表された別の研究によると、パートナーにファビングされたと回答した人は、相手と良い恋愛関係を築けていない傾向にあった。
ファビングを、ソーシャル・メディアの不適切な利用や、病的ネット利用 (pathological internet use) と関連付ける研究もある。それによると、ファビングはネガティブな感情への対応を助けるメカニズムの一つである可能性がある。それゆえ、本来的に中毒性を持つものであり、反復・持続した使用により害となりうるものである。